# Дучжі-хан
Дучжі-хан (д/н—692) — каган Західнотюркського каганату в 676—679 роках.

## Життєпис
Походив з династії Ашина. Стосовно батьків достеменні відомості відсутні. 671 року призначається очільником губернаторства Фуянь (в землях племен нушібі). На той час залежні кагани Хушело і Юанькін фактично стали номінальними очільниками, влада зосередилася в китайських губернаторів або вождів племен.
676 року Дучжі повстав, оголосив себе шисін-каганом (каганом 10 племен), оскільки зумів об'єднати племена дулу й нушібі. Також уклав союз з тибетським імператором Манронманцаном. Втім плани кампанії проти імперії Тан зірвалися через смерть володаря Тибету того ж року. Втім зберіг союзні відносини з Н'яцандембу та Тагракхонлоном, регентами нового тибетського імператора Дудсрона.
678 року Дучжі-хан спільно з тибетцями атакував державу Куча, залежну від танського імператора. У відповідь Пей Сінцзянь рушив на підкорення кагана. Йому вдалося заманити того у засідку, підступно схопити та відправити до Китаю. Тут в Чан'ані Дучжі-хана було страчено. Влада над рештками каганату знову перейшла до Хушело і Юанькіна.